# Kikkia
Kikkia (anciennement orthographié Kikia, aussi Kikkiya) est un roi assyrien qui a régné vers 2000 av. J.-C.
Il est repris sur la liste des rois et est considéré comme le constructeur du premier mur de la ville d'Assur.

## Traces écrites

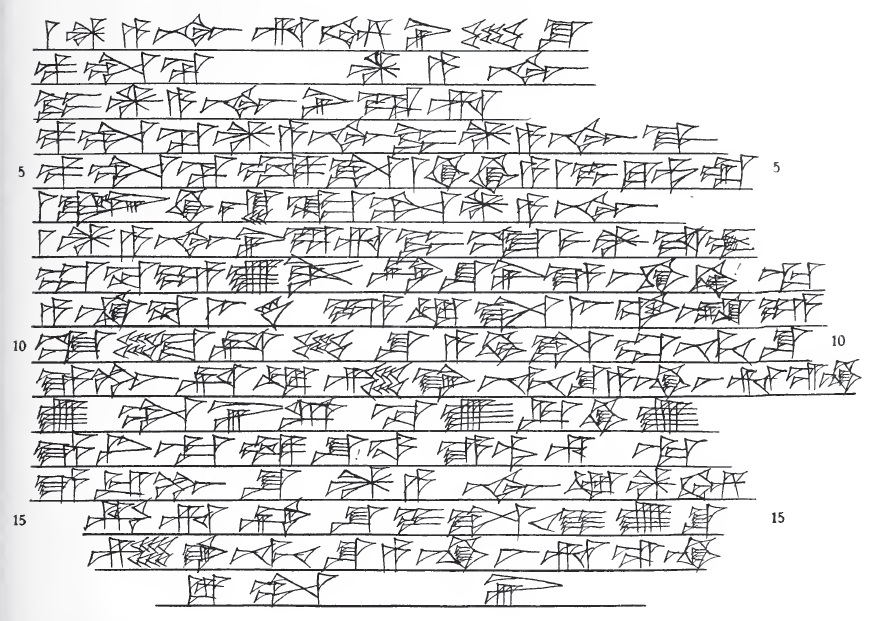
Dessin au trait pour le cône de dédicace, TVA 2764, qui commémore la reconstruction par Assur-rim-nisheshu du mur d'enceinte du centre-ville d'Aššur.

Kikkia est mentionné dans deux inscriptions, la première datant de l'époque du roi Assur-rim-nisheshu (en) (vers 1398-1390 av. J.-C.) et la deuxième de celle du Salmanazar III (859-824 av. J.-C.), qui dit que Kikkia est le premier constructeur connu des murs qu'il a lui-même aménagé, et dans un texte séparé précise qu'il s'agit du mur de la ville d'Assur, ce qui est également confirmé par le fait que l'inscription se trouvait intégrée dans une partie de ce mur.[réf. nécessaire]

## Histoire
Kikkia serait donc le premier souverain indépendant après la domination de la dynastie III d'Ur. 
D'après la liste des souverains d'Assyrie, il est le vingt-huitième souverain d'Assyrie et a régné de 1994 à 1978 av. J.-C. (chronologie courte) ou de 2058 à 2042 av. J.-C. (chronologie moyenne).
Son nom figure après celui de Sulili et précède celui d'Akiya (en).
Le nom de Kikkia a été donné par Arthur Ungnad.